# Associazione Sportiva Pescara 1966-1967
Questa voce raccoglie le informazioni riguardanti l'Associazione Sportiva Pescara nelle competizioni ufficiali della stagione 1966-1967.

## Rosa
| N. |                   | Ruolo | Calciatore            |
| -- | ----------------- | ----- | --------------------- |
|    | Italia (bandiera) | P     | Flavio Benecchi       |
|    | Italia (bandiera) | A     | Dario Cavallito       |
|    | Italia (bandiera) | D     | Renato Cressoni       |
|    | Italia (bandiera) | A     | Mario Davide          |
|    | Italia (bandiera) | A     | Gianfranco De Marchi  |
|    | Italia (bandiera) | D     | Sergio Frascoli       |
|    | Italia (bandiera) | A     | Domenico Gerosa       |
|    | Italia (bandiera) | A     | Gabriele Guizzo       |
|    | Italia (bandiera) | P     | Domenico Lamia Caputo |
|    | Italia (bandiera) | D     | Bruno Macchia         |

| N. |                   | Ruolo | Calciatore         |
| -- | ----------------- | ----- | ------------------ |
|    | Italia (bandiera) | A     | Adriano Maschietto |
|    | Italia (bandiera) | D     | Angelo Misani      |
|    | Italia (bandiera) | C     | Abramo Pagani      |
|    | Italia (bandiera) | C     | Elio Parolini      |
|    | Italia (bandiera) | C     | Bruno Pinna        |
|    | Italia (bandiera) | C     | Edmondo Prosperi   |
|    | Italia (bandiera) | C     | Marcello Scali     |
|    | Italia (bandiera) | D     | Ampelio Simeoni    |
|    | Italia (bandiera) | P     | Giuseppe Ventura   |